# Anattorio
Anactorio (in greco antico: Ἀνακτόριον) era una polis dell'antica Grecia ubicata in Acarnania, all'ingresso del golfo di Ambracia. Viene localizzata presso l'attuale Vonitsa.

## Storia
Strabone menziona che fu fondata nel VII secolo a.C. dai corinzi inviati dal tiranno Cipselo e da suo figlio Gorgo, nello stesso periodo in cui si scavò un canale che trasformò Leucade in un'isola. Il geografo situa Anattorio a 40 stadi dal templo di Apollo di Azio.

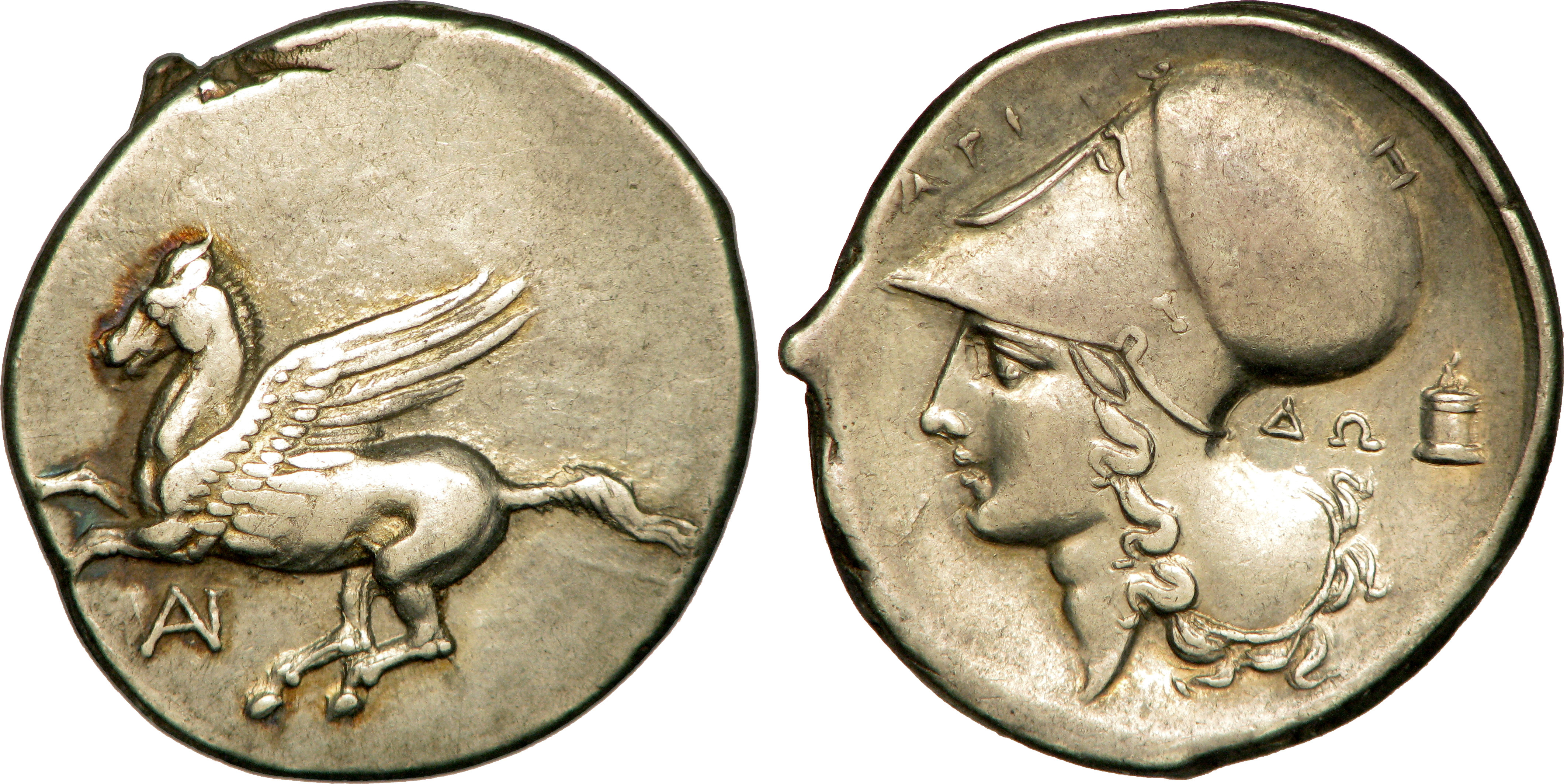
Statere di Anattorio

Anattorio figurava in un'iscrizione nella quale erano citate tutte le polis greche che avevano combattuto alla battaglia di Platea, nel 479 a.C., contro i persiani.
Prima dell'inizio della guerra del Peloponneso era sotto il controllo comune di Corinto e di Corcira. Una delle navi della spedizione che Corinto aveva inviato contro Corcira in 433 a.C. era costituita da abitanti di Anattorio. Nel 432 a.C., i corinzi conquistarono l'intera città con l'inganno e vi insediarono dei coloni.
I soldati di Anattorio facevano parte dell'esercito comandato dallo spartano Cnemo che nell'anno 429 a.C. tentò di conquistare, senza riuscirvi, la città di Stratos.
Nel 425 a.C., l'esercito dell'Acarnania e gli ateniesi di Naupatto condussero una spedizione contro la città di Anattorio e riuscirono a conquistarla a seguito di un tradimento. Espulsero i Corinzi e la città venne occupata dagli acarnani.
I suoi abitanti vennero estradati a Nicopoli, città fondata dall'imperatore Ottaviano Augusto dopo la sua vittoria nella battaglia di Azio del 31 a.C.